# Брандонвилер
Брандонвилер (фр. Brandonvillers) насеље је и општина у североисточној Француској у региону Шампањ-Арден, у департману Марна која припада префектури Витри ле Франсоа.
По подацима из 2011. године у општини је живело 163 становника, а густина насељености је износила 13,94 становника/km². Општина се простире на површини од 11,69 km². Налази се на средњој надморској висини од 118 метара.

## Демографија
| 1962. | 1968. | 1975. | 1982. | 1990. | 1999. | 2011. |
| ----- | ----- | ----- | ----- | ----- | ----- | ----- |
| 117   | 131   | 119   | 121   | 149   | 126   | 163   |

График промене броја становника у току последњих година